# Jasienówka
Jasienówka [jaɕeˈnufka] est un village polonais de la gmina de Dziadkowice dans le powiat de Siemiatycze et dans la voïvodie de Podlachie. Il se situe à environ 14 kilomètres au nord-est de Siemiatycze et à 67 kilomètres au sud de Bialystok.
Le village compte approximativement 90 habitants.